# Liste von Persönlichkeiten aus Blackheath
Diese Liste enthält Persönlichkeiten, die in Blackheath, einem Stadtteil von London, geboren wurden, gestorben sind oder gewirkt haben.

## In Blackheath geborene Persönlichkeiten

### 19. Jahrhundert

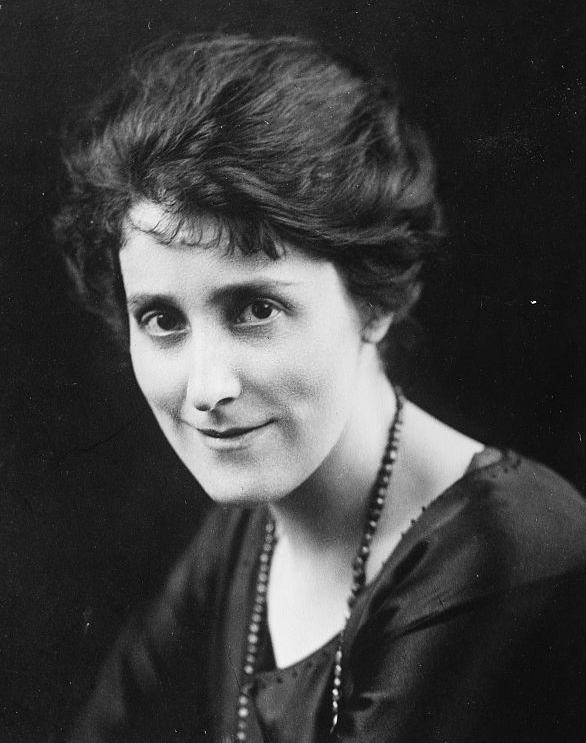
Clemence Dane

- William Lockhart (1811–1896), Arzt und Missionar
- John Gilbert (1817–1897), Maler
- William Kelly (1821–1906), nordirischer Altsprachler, Bibelausleger, Autor und Prediger der Brüderbewegung
- Sam Mussabini (1867–1927), Trainer und Journalist
- Emily Davison (1872–1913), Frauenrechtlerin
- David Lindley (1876–1945), Schriftsteller
- Arthur Adalbert Chase (1874–?), Radsportler
- Spencer Bassett (1885–1917), Fußballspieler
- Clemence Dane (1888–1965), Schriftstellerin
- Carl Frederick Abel Pantin (1899–1967), Zoologe

### 20. Jahrhundert
- Boyd Neel (1905–1981), Dirigent
- Eileen Hiscock (1909–1958), Leichtathletin
- Sheila Burrell (1922–2011), Schauspielerin
- Mary Quant (1930–2023), Designerin
- Michael Jon Neubert (1933–2014), Politiker
- Julian Rathbone (1935–2008), Schriftsteller
- Anne Perry (1938–2023), Schriftstellerin
- Jon Hiseman (1944–2018), Schlagzeuger
- Glenn Tipton (* 1947), Gitarrist
- Richard Branson (* 1950), Unternehmer
- Jools Holland (* 1958), Pianist und Fernsehmoderator
- David Hillier (* 1969), Fußballspieler

## Gestorben in Blackheath

William Lindley

William Reed

- William ReedMoses Browne (1704–1787), Schriftsteller und Kleriker
- George Engleheart (1752–1829), Maler
- John Pond (1767–1836), Astronom
- Samuel Brown (1776–1852), Bauingenieur
- William Lindley (1808–1900), Ingenieur
- Charles Fox (1810–1874), Bauingenieur und Unternehmer
- John Elliot Cairnes (1823–1875), Nationalökonom
- Roy Fuller (1912–1991), Schriftsteller
- William Reed (1910–2002), englischer Komponist

## Bekannte Einwohner von Blackheath

### 17. bis 18. Jahrhundert

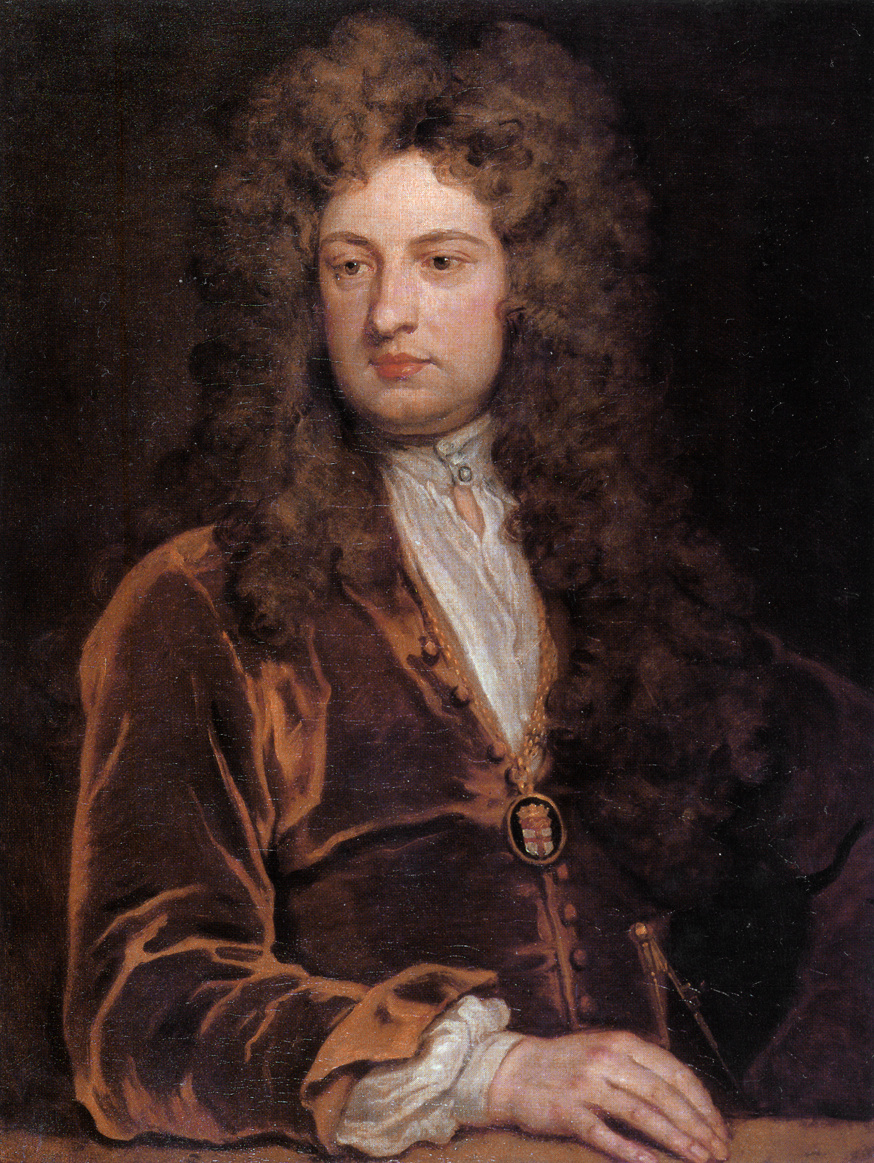
John Vanbrugh

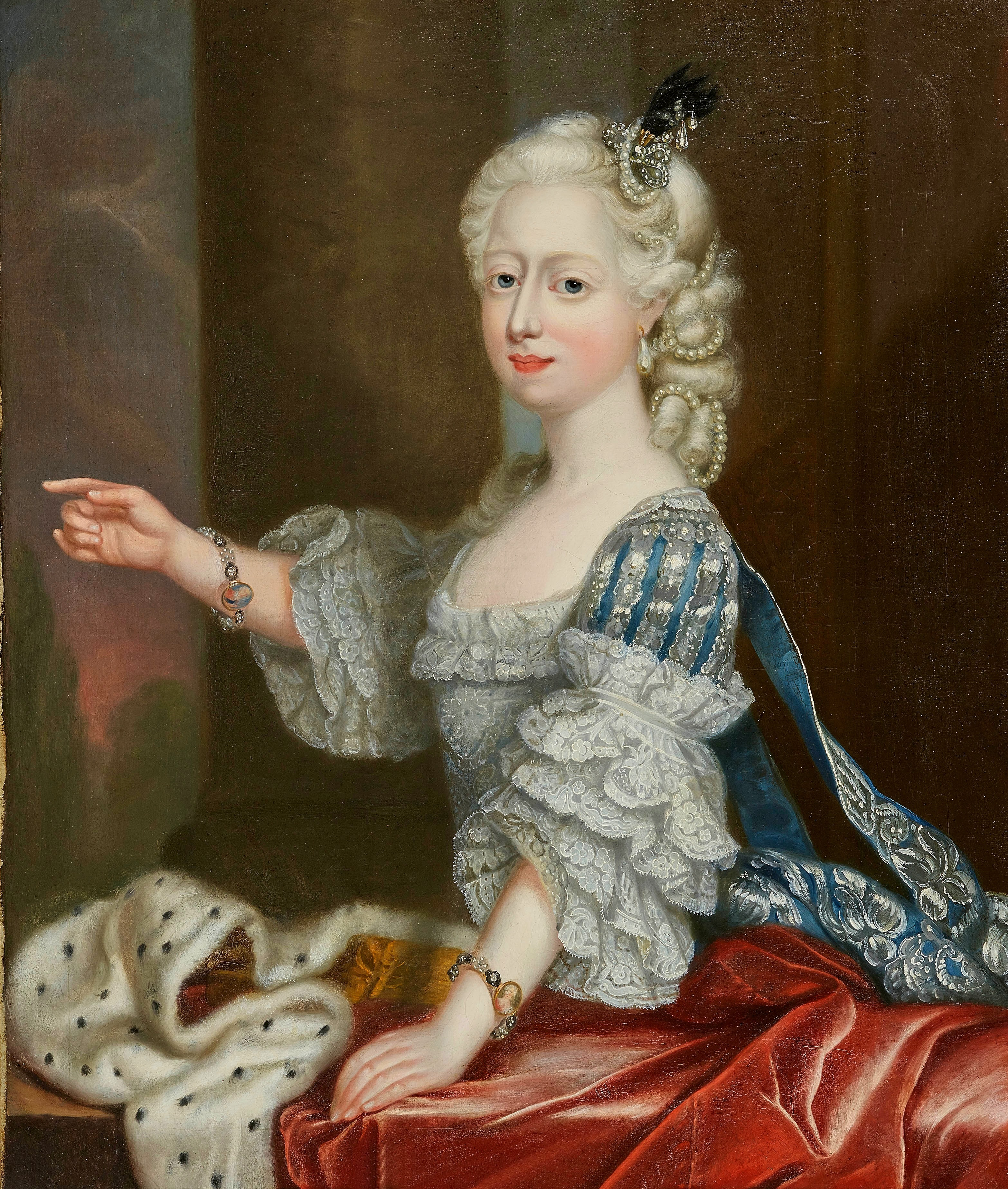
Augusta von Hannover

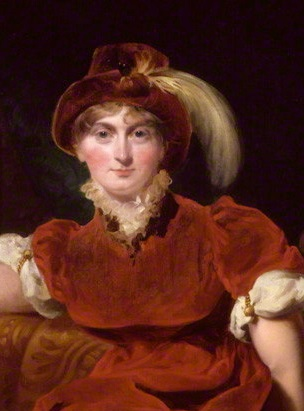
Caroline von Braunschweig-Wolfenbüttel

- John Vanbrugh (1664–1726), Architekt und Dramatiker
- William Chambers (1723–1796), Architekt
- Augusta von Hannover (1737–1813), Princess Royal, Herzogin und Fürstin von Braunschweig-Wolfenbüttel
- Caroline von Braunschweig-Wolfenbüttel (1768–1821), Königin von Großbritannien, Irland und Hannover
- Stephen Groombridge (1755–1832), Astronom

### 19. Jahrhundert
- Benjamin Disraeli (1804–1881), britischer Premierminister
- Harriet Taylor Mill (1807–1858), Frauenrechtlerin
- James Abbott (1807–1896), General
- Arthur Cayley (1821–1895), Mathematiker
- Peter Martin Duncan (1824–1891), Paläontologe
- Elizabeth Garrett Anderson (1836–1917), Ärztin
- Alfred Cellier (1844–1891), Organist und Dirigent
- Aston Webb (1849–1930), Architekt
- Henry Mortimer Durand (1850–1924), britischer Außenminister
- Arnold Toynbee (1852–1883), Wirtschaftshistoriker
- John Henry Maunder (1858–1920), Organist und Komponist
- Alfred William Alcock (1859–1933), Naturforscher
- Francis Alphonsus Bourne (1861–1935), Erzbischof von Westminster
- Frank Dyson (1868–1939), Astronom
- Freeman Wills Crofts (1879–1957), Schriftsteller

### 20. Jahrhundert
- Victor Pasmore (1908–1998), Maler
- William Reed (1910–2002), Komponist
- John Peter Jukes (1923–2011), Theologe
- Paul Oestreicher (* 1931), Pfarrer
- Mary Evans (1936–2010), Archivarin der Mary Evans Picture Library
- Sophie Aldred (* 1962), Schauspielerin
- Mick Whitnall (* 1968), Gitarrist
- Rio Ferdinand (* 1978), Fußballspieler